# София Доротея Мария Прусская
София Доротея Мария Прусская (нем. Sophie Dorothea Marie von Preußen; 25 января 1719, Берлин — 15 ноября 1765, Шведт) — прусская принцесса, сестра Фридриха II.

## Биография
София Доротея была девятым ребёнком в семье короля Пруссии Фридриха Вильгельма I и его супруги Софии Доротеи Ганноверской. «Король-солдат» не испытывал особой радости в связи с рождением ещё одной девочки («Девочек нужно топить»), он желал ещё одного сына-наследника, чтобы обеспечить престолонаследие.
В 1734 году, ещё в раннем возрасте София вышла замуж за маркграфа Фридриха Вильгельма Бранденбург-Шведтского, приданое составило 100 тысяч рейхсталеров. Супруг был на 19 лет старше принцессы и имел дурную славу за свои похождения и замашки. Считается, что именно у маркграфа Фридриха Вильгельма будущий генерал кавалерии Зейдлиц научился скакать сквозь вращающиеся крылья ветряной мельницы. Шведт был небольшим владением, но процветающим маркграфством благодаря нашедшим здесь вторую родину гугенотам.
Брак Софии с маркграфом продлился более 30 лет, но не был для Софии счастливым. Она так и не смогла найти общего языка со своим супругом и страдала от того, что не обладала такими духовными интересами, как её сёстры. Супруги жили в Шведте в разных резиденциях. В браке родилось пятеро детей, два сына умерли в детском возрасте, выжили три дочери:
- София Доротея (1736—1798), вышла замуж за Фридриха Евгения Вюртембергского;
- Елизавета Луиза (1738—1820), вышла замуж за своего дядю Августа Фердинанда Прусского, младшего брата Фридриха Великого;
- Филиппина (1745—1800), вышла замуж за Фридриха II, ландграфа Гессен-Кассельского.

София Доротея, как и многие Гогенцоллерны, страдала водянкой, от которой умерла 15 ноября 1765 года в Шведте.